# بي آر الهندسة BR01
بي آر الهندسة BR01 هو نموذج أولي للسباق من فئة نموذج لومان LMP2 تم بناؤه بواسطة BR Engineering.

## تصميم
تم تصميم غلاف علبة التروس بواسطة هندسة بي آر. من ناحية أخرى، تم تصميم العجلات والعجلات المسننة بواسطة شركةهيولاند. يتم تصنيع هيكل السيارة في شركة ARS Tech في إيطاليا.